# Давід Арутюнян (політик)
Давід Едонісович Арутюнян (вірм. Դավիթ Հարությունյան; нар. 5 березня 1963, Єреван, Вірменська РСР) — вірменський державний діяч, депутат парламенту Вірменії, міністр юстиції Вірменії (1998—2007). Нагороджений медаллю «За зміцнення правопорядку», медаллю імені Мхітара Гоша, медаллю «За заслуги перед вітчизною» I ступеня (2012) і II ступеня (2015).

## Життєпис
Народився 5 березня 1963 року в Єревані.
- 1975—1980 — факультет обчислювальної техніки Єреванського політехнічного інституту.
- 1980—1983 — аспірант обчислювального центру академії наук Вірменської РСР. Кандидат технічних наук.
- 1982—1988 — юридичний факультет Ростовського державного університету імені М. Суслова.
- 1988—1992 — факультет психології Вірменського державного педагогічного інституту імені Х. Абовяна.
- З 1981 — інженер на Єреванському електротехнічному заводі, потім працював в обчислювальному центрі академії наук Вірменської РСР молодшим науковим співробітником, заступником директора Єреванській школи № 183, директором Єреванській авторської школи № 198.
- 1995—1998 — депутат парламенту Вірменії. Член постійної комісії з державно-правових питань.
- 1997 — головний радник мера Єревана, а в 1997—1998 — перший заступник Міністра юстиції Вірменії.
- 1998—2007 — Міністр юстиції Вірменії.
- 12 травня 2007 — знову обраний депутатом парламенту. Член партії «РПА».
- 7 червня 2007 — обраний головою постійної комісії з державно-правових питань. Автор двох монографій та понад двох десятків наукових статей.
- 18 квітня 2014 року призначений міністром-керівником апарату Уряду Вірменії.
- 25 травня 2017 року знову призначений міністром юстиції Вірменії.